# Середньо-Бєльський ВТТ
Середньо-Бєльський ВТТ (рос. СРЕДНЕ-БЕЛЬСКИЙ ИТЛ, Среднебеллаг) — підрозділ, що діяв у структурі Головного управління виправно-трудових таборів Народного комісаріату внутрішніх справ СРСР (ГУЛАГ НКВД).

## Історія
Середньо-Більський ВТТ виділений у самостійний підрозділ у структурі НКВС СРСР у квітні 1939 року на базі розформованого в тому ж році Дальлагу. Управління рос. Среднебеллаг розташовувалося на станції Середньо-Біла Амурської залізниці (нині ст. рос. Среднебелая Іванівського району Амурської області). У оперативному командуванні він підпорядковувався спочатку Управлінню виправно-трудових таборів і колоній Управління НКВС по Хабаровському краю (УІТЛК УНКВС Хабаровського краю), а пізніше безпосередньо ГУЛАГ НКВД. У 1948 році увійшов у структуру Управління МВС Амурської області.
Основним видом діяльності ув'язнених були сільськогосподарські роботи (рослинництво і тваринництво).

## Чисельність ув'язнених
- 1.1.1940 — 3783,
- 1.1.1941 — 4892,
- 1.1.1942 — 4487,
- 1.1.1943 — 4087,
- 1.1.1944 — 4283,
- січень 1945 — 4682,
- 1.1.1947 — 5189.